# 哈爾科夫冶金工人足球俱樂部
哈爾科夫冶金工人足球俱樂部（羅馬化：FK "Metalist" Kharkiv），简称哈爾科夫金工，是烏克蘭的一家足球俱樂部。位於東北部城市哈爾科夫。參加烏克蘭國內頂級足球聯賽烏克蘭足球超級聯賽的賽事。俱樂部設立于1925年，在過去參加過蘇聯的頂級足球聯賽。俱樂部贏得過一次蘇聯杯。參加烏克蘭足球超級聯賽后，他們曾獲得一次聯賽亞軍，五次季軍。主場球場是可容納40,003人的多用途冶金工人体育场，建于1926年，是2012年歐洲杯的球場之一。

## 外部連結
- 官方网站 （乌克兰語）